# Goma
Goma je luka na sjevernoj obali jezeru Kivu i glavni grad provincije Nord-Kivu u Demokratskoj Republici Kongo. Nalazi se na granici s Ruandom, na 1540 metara nadmorske visine. Područje Gome i obližnjeg ruandskog grada Gisenyija nalazi se na zapadnom rubu Velike rasjedne doline. Grad leži južno od kratera vulkana Nyiragongo, koji je u novije vrijeme bio aktivan 2002. i 2005. godine.
Po ratnim razaranjima i stradanju lokalnog stanovništva Goma dijeli sudbinu s Bukavuom, sjedištem provincije Sud-Kivu: godine 1994. su na ovo područje zbog genocida u Ruandi prebjegli brojni pripadnici naroda Hutu, što je u narednim godinama dovelo do Prvog i Drugog kongoanskog rata. Veliki sukob zbio se 2008. godine između kongoanske vojske (FARDC) potpomognute mirovnim snagama UN-a (MONUC) i proruandskih pobunjenika generala Laurenta Nkunde. Veliki broj izbjeglica (oko 200.000) iz Ruande tada je napustio grad, od kojih je dio pobjegao i u Ugandu. Humanitarna situacija u gradu i izbjegličkim kampovima i dalje je alarmantna, a malarija odnosi brojne živote. Sukob se ponovio i 2025.
Prema popisu iz 2004. godine, Goma je imala 249.862 stanovnika.

## Vanjske poveznice

### Ostali projekti
|  | Zajednički poslužitelj ima još gradiva o temi Goma |